# Mick Hoban
Mick Hoban (Tipton, 6 aprile 1952) è un ex calciatore inglese naturalizzato statunitense, di ruolo difensore.

## Biografia
Nativo dell'Inghilterra, lasciato il calcio giocato resta a vivere a Portland, Oregon, città nella quale aveva chiuso la carriera agonistica. Sposa Linda ed ha due figli, Sarah e Liam.
Lavorò per la Nike ed è divenuto promotore dello sport del calcio nell'area di Portland.
Nel 2014 è stato inserito nel "Portland Timbers Ring of Honor".

## Carriera

### Club
Nel 1970 firma il suo primo contratto professionale con gli inglesi dell'Aston Villa, con cui però non esordirà in competizioni ufficiali.
Nel 1971 si trasferisce negli Stati Uniti d'America, ingaggiato dall'Atlanta Chiefs, con cui raggiunge la finale della North American Soccer League 1971, perdendola contro i texani del Dallas Tornado.
Rimase in forza agli Chiefs sino al 1973, anno in cui cambiò denominazione in Apollos.
Nella stagione 1974 passa ai Denver Dynamos, con cui ottiene il terzo ed ultimo posto nella Central Division, non riuscendo ad accedere alla fase finale del torneo.
Nella stagione 1975 è il primo giocatore ad essere ingaggiato dai neonati Portland Timbers, guidati dall'ex allenatore dei Villans Vic Crowe. Con i Timbers vinse la Pacific Division, giungendo a disputare la finale del torneo, la sua seconda personale, perdendola contro i T.B. Rowdies.
Rimane in forza ai Timbers sino alla stagione 1978, ove con i suoi raggiunge la semifinale del torneo, perdendole contro i futuri campioni dei N.Y. Cosmos.
Lasciato il calcio giocatore, fu assistente allenatore per la selezione calcistica dell'università di Portland.

### Nazionale
Naturalizzato statunitense, il 5 agosto 1973 ha giocato una partita amichevole con la nazionale a stelle e strisce contro il Canada, vinta per 2-0.

## Statistiche

### Cronologia presenze e reti in Nazionale
| Cronologia completa delle presenze e delle reti in nazionale ― Stati Uniti | Cronologia completa delle presenze e delle reti in nazionale ― Stati Uniti | Cronologia completa delle presenze e delle reti in nazionale ― Stati Uniti | Cronologia completa delle presenze e delle reti in nazionale ― Stati Uniti | Cronologia completa delle presenze e delle reti in nazionale ― Stati Uniti | Cronologia completa delle presenze e delle reti in nazionale ― Stati Uniti | Cronologia completa delle presenze e delle reti in nazionale ― Stati Uniti | Cronologia completa delle presenze e delle reti in nazionale ― Stati Uniti |
| Data                                                                       | Città                                                                      | In casa                                                                    | Risultato                                                                  | Ospiti                                                                     | Competizione                                                               | Reti                                                                       | Note                                                                       |
| -------------------------------------------------------------------------- | -------------------------------------------------------------------------- | -------------------------------------------------------------------------- | -------------------------------------------------------------------------- | -------------------------------------------------------------------------- | -------------------------------------------------------------------------- | -------------------------------------------------------------------------- | -------------------------------------------------------------------------- |
| 5-8-1973                                                                   | Windsor                                                                    | Canada                                                                     | 0 – 2                                                                      | Stati Uniti                                                                | Amichevole                                                                 | -                                                                          |                                                                            |
| Totale                                                                     |                                                                            | Presenze                                                                   | 1                                                                          |                                                                            | Reti                                                                       | 0                                                                          |                                                                            |